# フレッド・ハンプトン

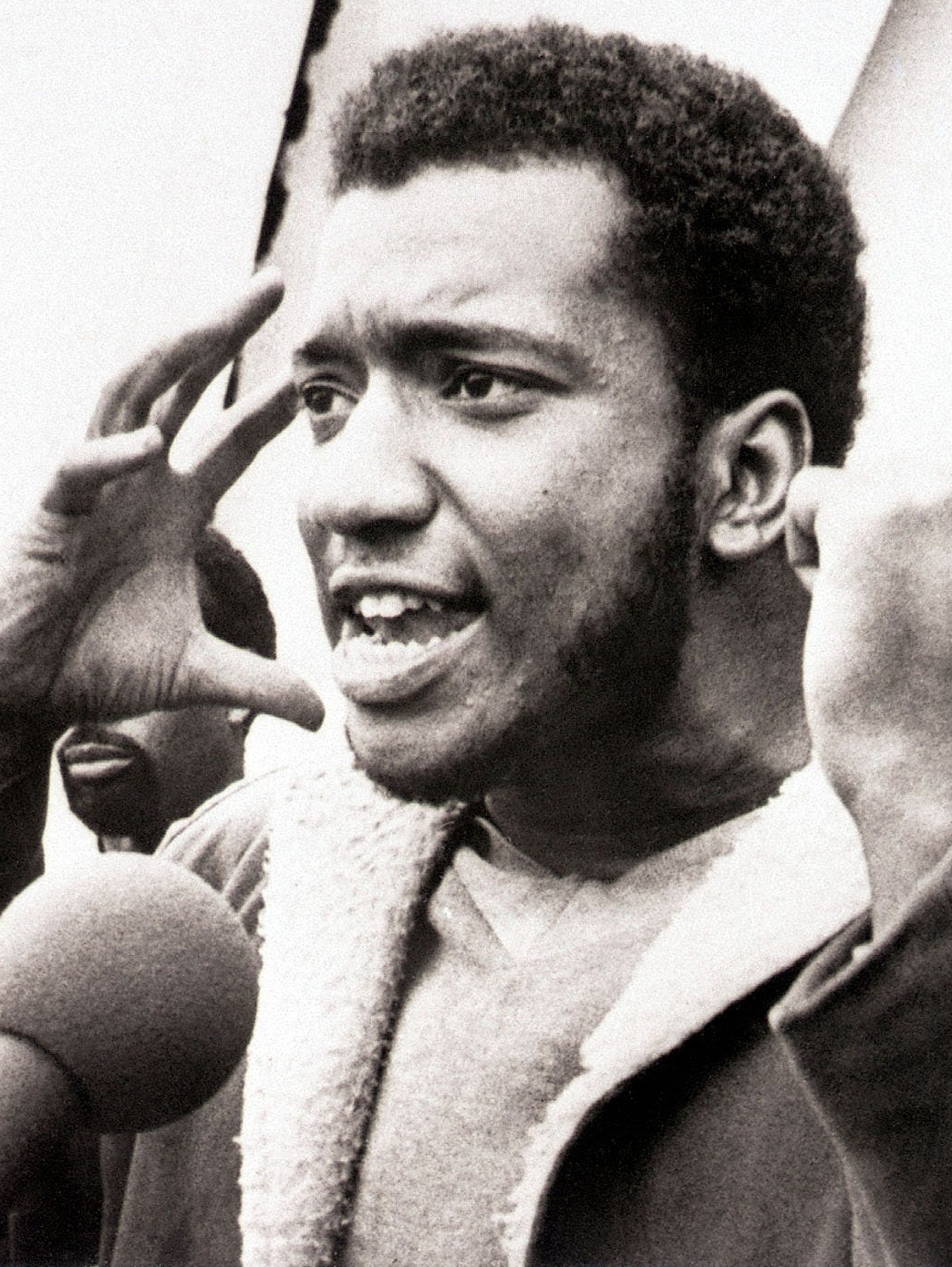
フレッド・ハンプトン（1969年）

フレッド・ハンプトン（Fred Hampton、1948年8月30日 - 1969年12月4日）は、アメリカ合衆国の黒人社会運動家で、ブラックパンサー党の指導者の一人である。

## 来歴
1948年8月30日、イリノイ州シカゴに生まれ、のちに両親とともにルイジアナ州へ移り、両親は銀行で働いた。
高校時代、ハンプトンは陸上競技で優秀な成績を収めた。
大学時代に全国有色人向上協会(NAACP)に加盟していたハンプトンは卒業後にブラックパンサー党に入党し、カリスマ的な指導力で有名となり、イリノイ州の代表に選ばれた。彼は党を指導したほか、プエルトリコ人の自衛組織ヤングローズや白人低所得層の政党ヤングパトリオットのオルグを積極的に行った。
1969年12月4日の夜、ハンプトンの行動に危機感を抱いていた地元警察は、ブラックパンサー党と敵対関係にあった連邦捜査局(FBI)と共同でハンプトンのアパートを襲撃し、ベッドで寝ていたハンプトンと党員の一人マーク・クラーク（Mark Clark）を射殺した。この際警察側はハンプトンが先に発砲したと公表している。
この射殺作戦は、FBIがブラックパンサーの内部にスパイ、ウィリアム・オニール（19歳）を潜り込ませて情報を集め、潜伏先のアパートを突き止めて急襲したものだった。オニールに交通違反の揉み消しと引き換えにスパイ役を脅迫して押しつけた経緯があった。
フレッド暗殺事件の20年後、オニールはテレビカメラ前でインタビューに答えた。
「誰かが殺されるとは思わなかった、ブラックパンサーを標的に国が作戦を仕掛けるなど思いもしなかった。すいません。カメラを止めて下さい・・・。」
オニールはこのテレビインタビューで全てを暴露した後、自殺している。
生前彼は言語学者・思想家のノーム・チョムスキーから｢ブラックパンサー党の中で、最も才能があり前途有望な指導者の一人｣と評価された。